# Teissiera australe
Teissiera australe är en nässeldjursart som beskrevs av Bouillon 1978. Teissiera australe ingår i släktet Teissiera och familjen Teissieridae. Inga underarter finns listade i Catalogue of Life.